# Archipel der Komoren

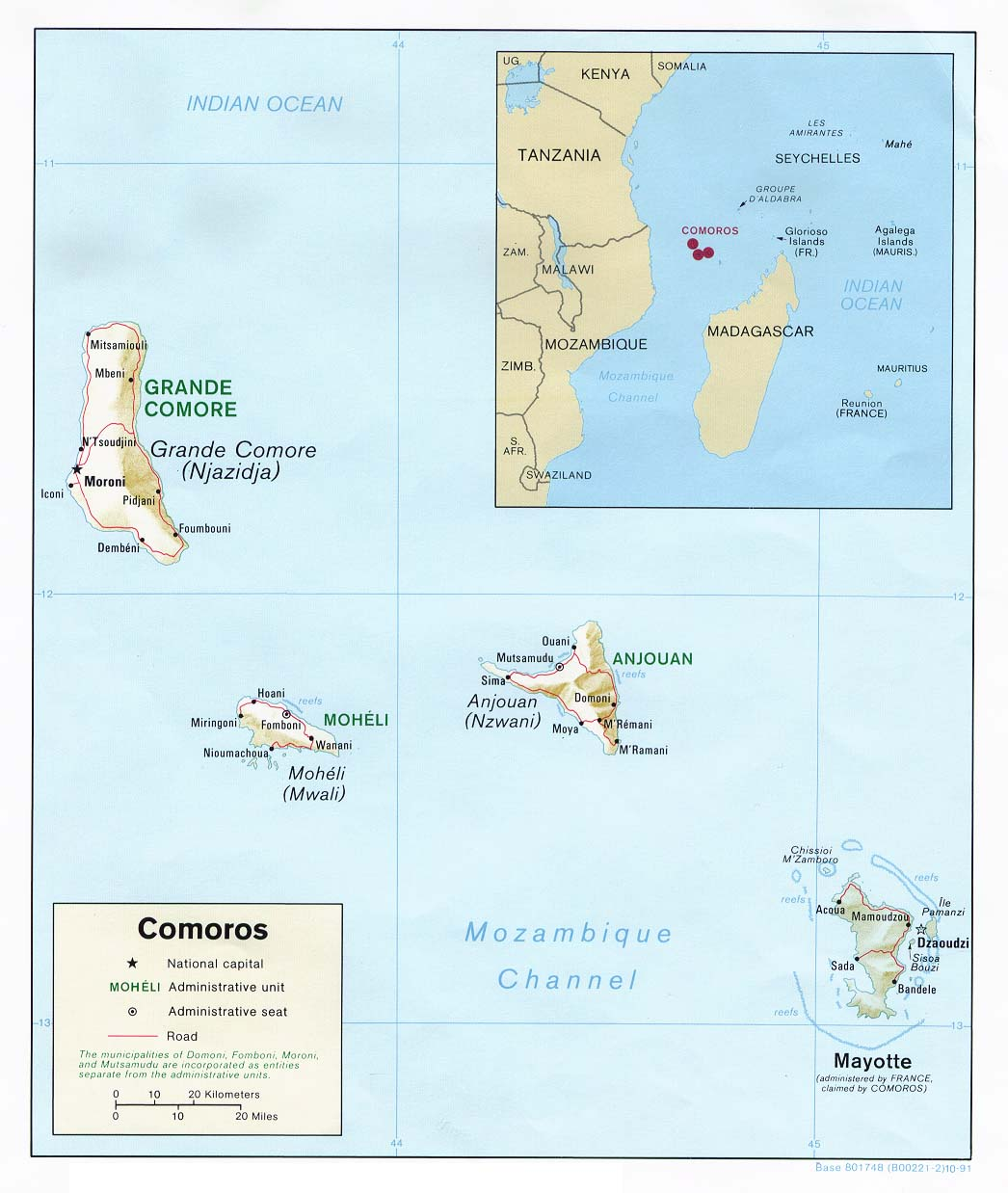
Der Archipel der Komoren

Der Archipel der Komoren befindet sich nordwestlich der Insel Madagaskar, dem afrikanischen Kontinent vorgelagert. Die Hauptinseln sind Grande Comore, Anjouan, Mohéli und Mayotte. Die Inseln sind vulkanischen Ursprungs und werden von insgesamt knapp einer Million Menschen bevölkert.
Politisch teilen sich die Inseln in zwei Einheiten auf:
- Den souveränen Staat Union der Komoren und
- Mayotte, ein französisches Überseegebiet.

Die Inseln und andere geographische Bestandteile des Archipels im Einzelnen:
- Grande Comore oder Ngazidja ist die größte und jüngste der Inseln. Hier befindet sich Moroni, die Hauptstadt der Union der Komoren. Der Vulkan Karthala hier ist seit einigen Jahren wieder aktiv und  Wissenschaftler erwarten einen Ausbruch in naher Zukunft.
- Anjouan oder Nzwani, eine große Insel der Union mit separatistischen Bestrebungen
- Mohéli oder Mwali, ebenfalls Teil der Union, hat ebenso separatistische Bestrebungen
- Mayotte, Französisches Überseedepartement
- Pamanzi, die zweitgrößte Insel von Mayotte, hier findet sich der einzige Flughafen des französischen Gebietes Dzaoudzi
- Banc du Geyser, ein Riff, überwiegend unterhalb der Wasseroberfläche, wahrscheinlich Rest einer versunkenen Insel. Im südlichen Teil erheben sich einige Felsen 1,5 – 3 Meter über die Wasseroberfläche
- Banc du Leven, ebenfalls ein Riff unterhalb der Wasseroberfläche und wahrscheinlich Rest einer versunkenen Insel
- Banc Vailheu, nordwestlich von Grand Comore, bei Ebbe bis zu 7 m unterhalb der Wasseroberfläche. Erreicht bald die Oberfläche und dürfte sich zur Insel entwickeln
- gelegentlich werden – geographisch kaum haltbar – auch die unbewohnten Îles Glorieuses dem Archipel zugerechnet. Sie befinden sich einige hundert Kilometer östlich der Komoren und stehen unter französischer Verwaltung. Bis 1975 wurden sie von den Komoren aus verwaltet

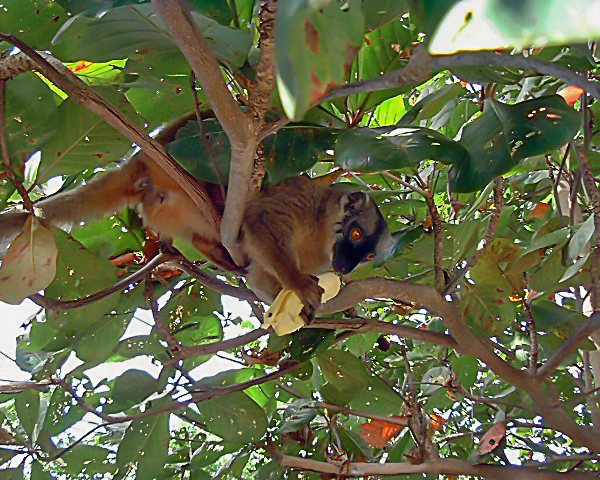
Endemisch auf Mayotte: Maki von Mayotte

## Tier- und Pflanzenwelt
Auf den Inseln finden sich etliche endemische (nur hier heimische) Tiere und Pflanzen.